# Tadeusz Malarski
Tadeusz Malarski (ur. 23 września 1883 w Dalowicach w powiecie miechowskim, zm. 8 marca 1952 w Krakowie) – polski fizyk, radiotechnik, profesor Politechniki Lwowskiej, Politechniki Śląskiej i AGH w Krakowie.

## Życiorys

### Dzieciństwo
Urodził się we wsi Dalowice w powiecie miechowskim. Jego rodzicami byli: Stanisław, rządca majątków rolnych, i Emilia z domu Klimek. Miał brata Henryka, młodszego o cztery lata (w przyszłości cenionego zootechnika). Ukończył w roku 1902 gimnazjum w Krakowie. 

### Lwów
Studia i praca w okresie 1907–1939
Studiował mechanikę, fizykę i matematykę we Lwowie, równocześnie na Politechnice Lwowskiej i Uniwersytecie Jana Kazimierza. Był słuchaczem wykładów prof. Smoluchowskiego, którego nazwisko jest wiązane np. z mechaniką statystyczną i historią badań ruchów Browna, i był nimi zafascynowany. Wydział Mechaniczny PL ukończył w roku 1907, otrzymując dyplom inżyniera-mechanika. 
Po studiach odbył zagraniczne staże naukowe, a następnie został zatrudniony w lwowskiej Szkole Przemysłowej, od roku 1919 jako asystent i od roku 1921 – profesor. W Politechnice Lwowskiej prowadził zlecone wykłady z fizyki na Wydziale Chemicznym i Mechanicznym oraz na Wydziale Rolniczo-Lasowym. 
W latach 1918–1921 służył w Wojsku Polskim. Był dowódcą stacji radiotelegraficznej w bitwie o Lwów (1918), a później radiostacji przemyskiej i – w kolejnych latach – szefem służby radiotelegraficznej VI Armii WP. 

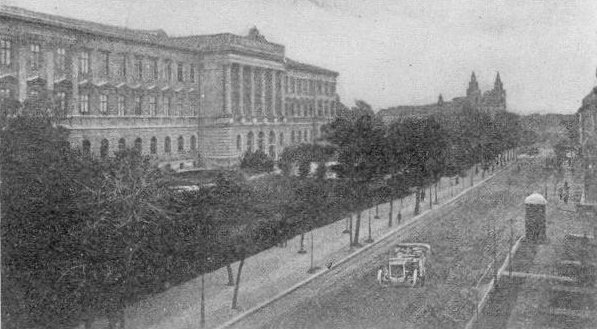
Politechnika Lwowska

W roku akademickim 1923/1924 rozpoczął na Politechnice Lwowskiej wykłady z podstaw radiotechniki, a następnie inne zajęcia dydaktyczne na kierunku studiów radiotechnicznych, obejmującym problematykę lamp elektronowych i pomiarów radiotechnicznych („grupa słaboprądowa” w Oddziale Elektrotechnicznym na Wydziale Mechanicznym). W roku 1938 uruchomił i kierował oddzielną Grupą Tele- i Radiotechniczną (Sekcje Radiowa i Teletechniczna). Dla Sekcji Radiotechnicznej prowadzono m.in. wykłady: „Elektronika stosowana” (Z. Klemensiewicz) i „Technika próżni” (J. Nikliborc), a dla Sekcji Teletechnicznej m.in.: „Urządzenia teletechniczne” (Ł. Dorosz) i „Linie teletechniczne” (A. Kowalenko). Ówcześni absolwenci Politechniki Lwowskiej odegrali w przyszłości istotną rolę w rozwoju polskiej nauki i przemysłu w powojennej Polsce (m.in. Zbigniew Bartz, Wiesław Barwicz, Tadeusz Jaskólski, Andrzej Jellonek, Kazimierz Królisz, Tadeusz Zagajewski).  
Pierwsze prace naukowe Tadeusz Malarski wykonywał jako asystent Tadeusza Godlewskiego, ucznia Ernesta Rutherforda (tematyka: fizykochemia koloidów, dysocjacja elektrolityczna, promieniotwórczość). Otrzymał stopień doktora (1920), habilitację oraz stanowisko profesora nadzwyczajnego (1927). W roku 1936 został profesorem zwyczajnym. 
Poza pracą naukową i dydaktyczną intensywnie popularyzował radiotechnikę – nową wówczas dziedzinę wiedzy – m.in. publikując artykuły popularnonaukowe lub wygłaszając odczyty pt. „Szkice z historii radiotechniki”, emitowane przez uruchomioną w roku 1930 stację nadawczą FM 380,7 m. Był prezesem lwowskiego koła Stowarzyszenia Radiotechników Polskich (zob. historia SEP) i Lwowskiego Klubu Krótkofalowców (zob. historia PZK). 
Okres 1939–1945
Po wybuchu II wojny światowej i zajęciu Lwowa przez Rosjan Politechnika Lwowska została przekształcona w Lwowskij Politechniczeskij Institut, któremu zezwolono na prowadzenie wykładów w języku polskim (1939–1941). Na Wydziale Elektrotechnicznym powołano Katedrę Radiotechniki, a jej kierownictwo objął prof. Janusz Groszkowski, który przyjechał z Warszawy (we Lwowie znalazła się również grupa studentów Politechniki Warszawskiej, którzy tam kontynuowali studia). Po przejęciu Lwowa przez Niemców pozostała możliwość edukacji podstawowej i zawodowej, m.in. w „Państwowej Technicznej Szkoły Zawodowej” (Staatliche Technische Fachschule z polskim językiem nauczania) oraz – od przełomu 1941/1942 – na „Państwowych Kursach Zawodowych” i „Państwowych Kursach Technicznych” (Staatliche Fachkurse i Staatliche Technische Fachkurse, oficjalnie z niemieckim językiem wykładowym, a w praktyce również z językiem polskim i ukraińskim). Prof. Tadeusz Malarski był przez cały czas okupacji niemieckiej kierownikiem Katedry Fizyki na Wydziale Elektrycznym Kursów Technicznych. Poza oficjalną działalnością na poziomie zawodowym prowadził konspiracyjne studia wyższe.  

### Gliwice i Kraków

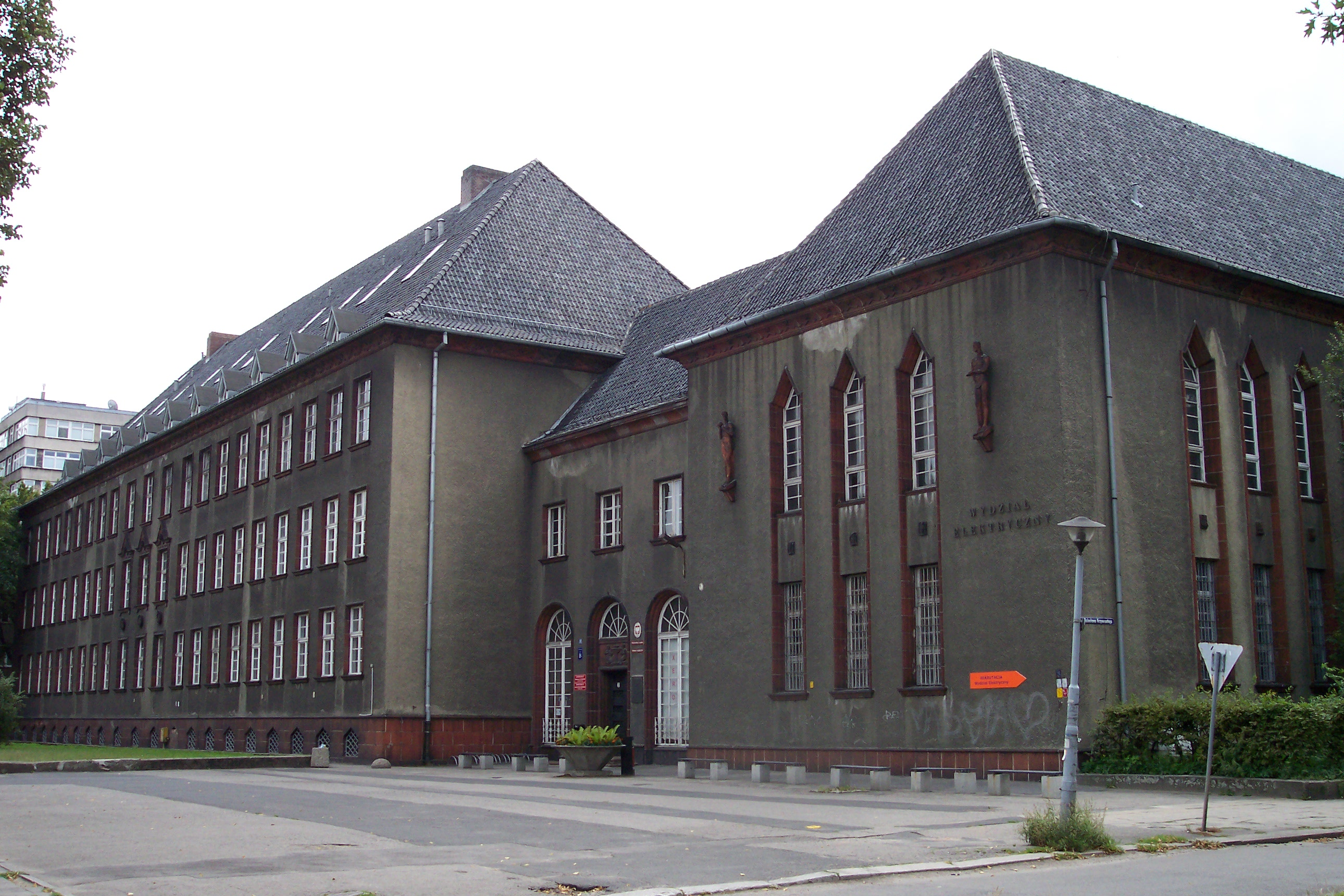
Wydział Elektryczny Politechniki Śląskiej

W roku 1945 prof. Malarski zamieszkał w Gliwicach. Na Wydziale Elektrycznym Politechniki Śląskiej został kierownikiem Katedry Fizyki, którą zorganizował. Zorganizował również Katedrę Radiotechniki, Studium Telekomunikacyjne, Wydzielony Zakład Optyki i Mechaniki Precyzyjnej oraz Katedrę Fizyki Teoretycznej (kierował zespołem  katedr fizyki). Jednym z jego współpracowników był wcześniejszy uczeń, absolwent UJK we Lwowie, Józef Szpilecki (później – autor publikacji wspomnieniowych).
W tym samym okresie wykładał fizykę na ówczesnym Wydziale Komunikacji Wydziałów Politechnicznych AGH w Krakowie, na którym zorganizował katedrę fizyki.  
Był czynnym członkiem Śląsko-Dąbrowskiego Towarzystwa Przyjaciół Nauk w Katowicach i Polskiego Towarzystwa Fizycznego (od roku 1948 – przewodniczącym oddziału gliwickiego).
Zmarł nagle w Krakowie w marcu 1952 roku. Został pochowany na cmentarzu Rakowickim.

## Tematyka badań naukowych
Prowadził badania naukowe w dziedzinie termodynamiki, fizyki molekularnej i  radiotechniki. Najchętniej zajmował się – od młodości do końca życia – zagadnieniami z zakresu fizykochemii koloidów, którymi zainteresował go jego mistrz, Marian Smoluchowski. Zachęcał do podejmowania tych tematów swoich wychowanków i współpracowników. Jeden z nich, Kazimierz Gostkowski, wspominał radę prof. Malarskiego:

Zapoznawszy się z koloidami, powinien pan dalej pracować w tej dziedzinie, przede wszystkim dlatego, że słuchał pan wykładów Smoluchowskiego, którego prace tworzą do dziś dnia podstawę tej dziedziny. Smutne to, że nikt tych prac nie kontynuuje, fizycy koloidami się nie zajmują, bo uważają je za dziedzinę należącą do chemii. Na uznanie pan nie może liczyć, jak to pan widzi na woim [swoim? moim?] przykładzie, ale pracę w tej dziedzinie uważam za nasz narodowy obowiązek.

Wskazaną przez Smoluchowskiego tematykę badań Malarski podjął bezpośrednio po studiach. W ramach swojej pracy, opublikowanej w roku 1918 w kilku językach, analizował zjawiska występujące w czasie filtracji hydrozoli (zob. zole, koloidy liofilowe i liofobowe, zjawisko elektrokinetyczne, potencjał elektrokinetyczny). 
Wykazał np., że ładunek miceli hydrozolu żelaza zmienia znak na przeciwny po kilkukrotnym filtrowaniu przez bibułę lub watę szklaną, a micele zolu srebra zmieniają ładunek + na - i odwrotnie pod wpływem dodatku AlCl3 i filtrowania. Te odkrywcze spostrzeżenia i wyniki dalszych badań stały się podstawą nadania T. Malarskiemu stopnia doktora, a następnie habilitacji. Były cytowane m.in. przez Herberta Freundlicha w jego „Kapillarchemie”, oraz innych wybitnych specjalistów w tej dziedzinie. Istotnym osiągnięciem T. Malarskiego było również wprowadzenie ulepszeń do aparatury Christiansena i innych aparatów pomiarowych, dzięki którym stało się możliwe badanie zjawiska elektryzacji kropel rozpylanych wodnych roztworów elektrolitów, pomiary prądów Helmholtza, wyznaczanie potencjału elektrokinetycznego oraz badania jego związku z granicznym przewodnictwem równoważnikowym (zob. prawo Kohlrauscha). Wielu opracowań z niejasnych powodów nie opublikował. Kazimierz Gostkowski napisał.

Jest tragiczną zagadką, dlaczego sam nie ogłaszał prac i sprzeciwiał się ogłaszaniu prac swych uczniów. […] Znał świetnie kinetyczną teorię materii, hydrodynamikę, rachunek prawdopodobieństwa, był mistrzem w rozwiązywaniu równań różniczkowych, z czego słynął na Politechnice, przebadał każdy wynik, tak że błąd zasadniczy do pracy zakraść się nie mógł.

## Publikacje
W zakładzie kierowanym przez prof. T. Malarskiego w Politechnice Lwowskiej przygotowano do publikacji 12 prac z dziedziny koloidów, 3 prace dotyczące radiotechniki oraz kilka biografii zasłużonych fizyków, w tym m.in.:
- 1918 – On the influence of Filtration on Hydrosols (Ueber den Einfluß des Filtrierens auf Hydrosole)[9]
- 1923 – O radiotelegrafii
- 1924 – Prądy termoelektronowe (lampy katodowe)
- 1925 – Ze studiów nad filtrowaniem hydrosoli
- 1927 – O nowszych badaniach nad emisją elektronów przez ciała ogrzane do wysokich temperatur
- 1927 – Kinetyczne wyprowadzenie wzoru Richardsona na prąd emisji elektronowej
- 1927 – W 10-tą rocznicę zgonu Mariana Smoluchowskiego
- 1928 – Z fizyki koloidów
- 1932 – Marian Smoluchowski. W 15 rocznicę zgonu
- 1932 – W stulecie urodzin Jamesa Clarka Maxwella
- 1933 – Zygmunt Wróblewski i Karol Olszewski
- 1934 – Über den Einfluss der Elektrolyte auf die Elektrisierung des durch ein Kapillarrohr gepressten Wassers (wsp. K. Gostkowski)
- 1937 – Teoria a praktyka w rozwoju radiotechniki

## Odznaczenia, wyróżnienia i upamiętnienie
Tadeusz Malarski został odznaczony m.in. Krzyżem Komandorskim Orderu Odrodzenia Polski w 1938. Jego imię nadano jednej z sal w budynku Politechniki Śląskiej. W sali umieszczono płaskorzeźbę jego głowy. Zdjęcie znajduje się na planszy pionierów radiotechniki polskiej, eksponowanej w Muzeum Techniki w Warszawie.  

## Życie rodzinne
Tadeusz Malarski ożenił się w roku 1909 z Felicją Zajączkowską. Mieli dwie córki: Barbarę (w przyszłości lekarkę, po mężu Krupińską) i Marię (po mężu Świerzawską).